# Campeonato Potiguar de Futebol de 2017 - Segunda Divisão
O Campeonato Potiguar de Futebol - Segunda Divisão 2017 foi a 19ª edição do campeonato estadual de futebol da 2ª divisão do Rio Grande do Norte.

## Regulamento
Assim como no ano passado, o campeonato contará com as cinco equipes jogando no formato de todos contra todos em (turno e returno). Cada equipe jogará oito vezes em dez rodadas de competição (cada equipe folga duas vezes no torneio). Não haverá final e o campeão será conhecido pela maior pontuação ao final das dez rodadas acima citadas. Assim como em 2016, os clubes deverão utilizar atletas com até 23 anos de idade - até 31 de dezembro deste ano. Serão permitidos inscrever jogadores acima dessa idade, porém apenas cinco destes poderão figurar entre os relacionados de cada partida.

### Critérios de desempate
Em caso de igualdade no número de pontos na competição, os critérios de desempate foram, nesta ordem:

 I   – Maior número de vitórias; 

II  – Maior saldo de gols; 

III – Maior número de gols marcados; 

IV – Menor número de gols sofridos;

V – Menor número de cartões vermelhos;

VI – Menor número de cartões amarelos;

VII – Sorteio.

## Participantes
| Equipe            | Cidade     | Em 2016               | Estádio   | Capacidade | Títulos        |
| Atlético Potiguar | Natal      | 2º (Segunda divisão)  | Nazarenão | 4 100      | 0 (não possui) |
| Força e Luz       | Natal      | 4º (Segunda divisão)  | Barrettão | 10 068     | 1 (2014)       |
| Mossoró           | Mossoró    | Não particpou         | Nogueirão | 9 000      | 0 (não possui) |
| Palmeira          | Goianinha  | 8º (Primeira divisão) | Nazarenão | 4 100      | 0 (não possui) |
| Visão Celeste     | Parnamirim | 5º (Segunda divisão)  | Nazarenão | 4 100      | 0 (não possui) |

## Jogos

### Primeira rodada
| 22 de outubro de 2017 | Mossoró                                                         | 5 – 1          | Palmeira | Nogueirão, Mossoró                                                  |
| 17:00                 | Gabriel Maia 42' · Romeu 62' · Ciel 75' · Ju 80' · Vinícius 87' | Súmula Borderô | 10' Dodô | Público: 110 Renda: R$ 1.200,00 Árbitro: RN Leandro de Sales Barchz |

| Mossoró | Palmeira |

| 25 de outubro de 2017 | Força e Luz           | 3 – 1          | Visão Celeste | Arena das Dunas, Natal                                               |
| 15:00                 | Ewerton 10', 33', 39' | Súmula Borderô | 64' Alesson   | Público: 233 Renda: R$ 1.950,00 Árbitro: RN Alciney Santos de Araújo |

| Força e Luz | Visão Celeste |

### Segunda rodada
| 28 de outubro de 2017 | Atlético Potiguar        | 2 – 1          | Mossoró          | Nazarenão, Goianinha                                                                 |
| 15:30                 | Miller 58' · Romário 84' | Súmula Borderô | 47' Gabriel Maia | Público: Não divulgado Renda: Não divulgado Árbitro: RN Moisés Estevão de Moura Lima |

| Atl. Potiguar | Mossoró |

| 29 de outubro de 2017 | Palmeira   | 1 – 2          | Força e Luz          | Nazarenão, Goianinha                                                                   |
| 15:30                 | Toinho 19' | Súmula Borderô | 16' Diego · 77' Xilú | Público: Não divulgado Renda: Não divulgado Árbitro: RN Tarcísio Flores da Silva (CBF) |

| Palmeira | Força e Luz |

### Terceira rodada
| 05 de novembro de 2017 | Atlético Potiguar | 1 – 0          | Visão Celeste | Nazarenão, Goianinha                                                                 |
| 15:00                  | Miller 82'        | Súmula Borderô |               | Público: Não divulgado Renda: Não divulgado Árbitro: RN Leonilson F. Trigueiro Filmo |

| Atl. Potiguar | Visão Celeste |

| 05 de novembro de 2017 | Mossoró              | 2 – 0          | Força e Luz | Nogueirão, Mossoró                                                         |
| 17:00                  | Romário 04' · Ju 82' | Súmula Borderô |             | Público: 96 Renda: R$ 895,00 Árbitro: RN Zandick Gondim Alves Júnior (CBF) |

| Mossoró | Força e Luz |

### Quarta rodada
| 08 de novembro de 2017 | Visão Celeste | 0 – 1          | Mossoró    | Luiz Gonzaga, Parnamirim                                                          |
| 15:00                  |               | Súmula Borderô | 12' George | Público: Não divulgado Renda: Não divulgado Árbitro: RN Diego Neylton de Medeiros |

| Visão Celeste | Mossoró |

| 09 de novembro de 2017 | Palmeira    | 1 – 0          | Atlético Potiguar | Nazarenão, Goianinha                                    |
| 15:30                  | Leozinho 9' | Súmula Borderô |                   | Público: Não divulgado Renda: Não divulgado Árbitro: RN |

| Palmeira | Atl. Potiguar |

### Quinta rodada
| 12 de novembro de 2017 | Visão Celeste             | 2 – 2          | Palmeira        | Luiz Gonzaga, Parnamirim                                                        |
| 15:00                  | Cobé 9' · Júlio César 25' | Súmula Borderô | 28', 61' Toinho | Público: Não divulgado Renda: Não divulgado Árbitro: RN Carlos Alberto de Berto |

| Visão Celeste | Palmeira |

| 13 de novembro de 2017 | Força e Luz                                            | 5 – 1          | Atlético Potiguar | Arena das Dunas, Natal                                              |
| 15:00                  | Nininho 45+1' · Diego 54' · Odair 67' · André 84', 87' | Súmula Borderô | 8' Miller         | Público: 310 Renda: R$ 1.810,00 Árbitro: RN Leandro de Sales Barchz |

| Força e Luz | Atl. Potiguar |

### Sexta rodada
| 15 de novembro de 2017 | Palmeira | 1 – 1          | Mossoró    | Nazarenão, Goianinha                                                             |
| 15:00                  | Yago 3'  | Súmula Borderô | 60' George | Público: Não divulgado Renda: Não divulgado Árbitro: RN Alciney Santos de Araújo |

| 16 de novembro de 2017 | Visão Celeste   | 1 – 0          | Força e Luz | Nazarenão, Goianinha                                                                 |
| 15:00                  | José Clebson 8' | Súmula Borderô |             | Público: Não divulgado Renda: Não divulgado Árbitro: RN Leonilson F. Trigueiro Filho |

### Sétima rodada
| 19 de novembro de 2017 | Força e Luz | 0 – 1          | Palmeira | Frasqueirão, Natal                                                         |
| 15:00                  |             | Súmula Borderô | 43' Yan  | Público: 26 Renda: R$ 210,00 Árbitro: RN Zandick Gondim Alves Júnior (CBF) |

| 19 de novembro de 2017 | Mossoró                             | 2 – 0          | Atlético Potiguar | Nogueirão, Mossoró                                                      |
| 17:00                  | Romário 34' · Otacílio Marcos 45+1' | Súmula Borderô |                   | Público: 40 Renda: R$ 370,00 Árbitro: RN Tarcísio Flores da Silva (CBF) |

### Oitava rodada
| 22 de novembro de 2017 | Força e Luz | 1 – 1          | Mossoró | Frasqueirão, Natal                                               |
| 15:00                  | André 74'   | Súmula Borderô | 89' Ju  | Público: 25 Renda: R$ 200,00 Árbitro: RN Leandro de Sales Barchz |

| 22 de novembro de 2017 | Visão Celeste | 1 – 3          | Atlético Potiguar              | Luiz Gonzaga, Parnamirim                                                             |
| 15:00                  | Jefferson 88' | Súmula Borderô | 15', 39' Anderson · 69' Miller | Público: Não divulgado Renda: Não divulgado Árbitro: RN Moisés Estevão de Moura Lima |

### Nona rodada
| 26 de novembro de 2017 | Mossoró  | 1 – 1 | Visão Celeste | Nogueirão, Mossoró    |
| 17:00                  | Hugo 74' |       | 38' Cobé      | Renda: R$ Árbitro: RN |

| 27 de novembro de 2017 | Atlético Potiguar | 1 - 1 | Palmeira   | Frasqueirão, Natal    |
| 15:00                  | Marlon 25'        |       | 33' Aleson | Renda: R$ Árbitro: RN |

### Décima rodada
| 05 de dezembro de 2017 | Atlético Potiguar         | 2 – 3          | Força e Luz                           | Frasqueirão, Natal                                                         |
| 15:00                  | Bala 42' · Nêgo Pai 45+5' | Súmula Borderô | 36' Ignácio · 74' Diego · 85' Cesinha | Público: 43 Renda: R$ 275,00 Árbitro: RN Zandick Gondim Alves Júnior (CBF) |

| 05 de dezembro de 2017 | Palmeira     | 1 – 1          | Visão Celeste | Nazarenão, Goianinha                                                                   |
| 15:00                  | Jonathas 56' | Súmula Borderô | 60' Alesson   | Público: Não divulgado Renda: Não divulgado Árbitro: RN Tarcísio Flores da Silva (CBF) |

## Classificação
| Classificação | Classificação     | Classificação | Classificação | Classificação | Classificação | Classificação | Classificação | Classificação | Classificação | Classificação | Classificação |
| Pos           | Times             | Pts           | J             | V             | E             | D             | GP            | GC            | SG            | %             |               |
| ------------- | ----------------- | ------------- | ------------- | ------------- | ------------- | ------------- | ------------- | ------------- | ------------- | ------------- | ------------- |
| 1             | Força e Luz       | 13            | 8             | 4             | 1             | 3             | 14            | 10            | 4             | 54.2%         |               |
| 2             | Atlético Potiguar | 10            | 8             | 3             | 1             | 4             | 10            | 14            | -4            | 41.7%         |               |
| 3             | Palmeira          | 10            | 8             | 2             | 4             | 2             | 9             | 12            | -3            | 41.7%         |               |
| 4             | Mossoró           | 9*            | 8             | 4             | 3             | 1             | 14            | 6             | 8             | 37.5%         |               |
| 5             | Visão Celeste     | 6             | 8             | 1             | 3             | 4             | 7             | 12            | -5            | 25.0%         |               |

| Atlético Potiguar | —   | 2–3 | 2–1 | 1–1 | 1–0 |
| Força e Luz       | 5–1 | —   | 1–1 | 0–1 | 3–1 |
| Mossoró           | 2–0 | 2–0 | —   | 5–1 | 1–1 |
| Palmeira          | 1–0 | 1–2 | 1–1 | —   | 1–1 |
| Visão Celeste     | 1–3 | 1–0 | 0–1 | 2–2 | —   |

|  |                                             |
|  | Campeão e Acesso à Primeira Divisão de 2018 |

|  |                      |
|  | Vitória do mandante  |
|  | Vitória do visitante |
|  | Empate               |

### Desempenho por rodada
- Clubes que lideraram a cada rodada:

| Rodadas | Rodadas | Rodadas | Rodadas | Rodadas | Rodadas | Rodadas | Rodadas | Rodadas | Rodadas |
| ------- | ------- | ------- | ------- | ------- | ------- | ------- | ------- | ------- | ------- |
| 1       | 2       | 3       | 4       | 5       | 6       | 7       | 8       | 9       | 10      |
| MOS     | FOR     | MOS     | MOS     | MOS     | FOR     | FOR     | FOR     | FOR     | FOR     |

- Clubes que ficaram na última posição a cada rodada:

| Rodadas | Rodadas | Rodadas | Rodadas | Rodadas | Rodadas | Rodadas | Rodadas | Rodadas | Rodadas |
| ------- | ------- | ------- | ------- | ------- | ------- | ------- | ------- | ------- | ------- |
| 1       | 2       | 3       | 4       | 5       | 6       | 7       | 8       | 9       | 10      |
| PAL     | PAL     | PAL     | VIS     | VIS     | VIS     | VIS     | VIS     | VIS     | VIS     |

## Premiação
| Campeonato Potiguar de Futebol Segunda Divisão 2017 |
| Natal                                               |
| --------------------------------------------------- |
| Força e Luz Campeão (2° título)                     |

## Artilharia
Atualizado 7 de dezembro de 2017
| Gols | Jogador      | Time              |
| ---- | ------------ | ----------------- |
| 4    | Miller       | Atlético Potiguar |
| 3    | André        | Força e Luz       |
| 3    | Diego        | Força e Luz       |
| 3    | Ewerton      | Força e Luz       |
| 3    | Ju           | Mossoró           |
| 3    | Toinho       | Palmeira          |
| 2    | Anderson     | Atlético Potiguar |
| 2    | Gabriel Maia | Mossoró           |
| 2    | George       | Mossoró           |
| 2    | Romário      | Mossoró           |
| 2    | Alesson      | Visão Celeste     |
| 2    | Cobé         | Visão Celeste     |

| Gols | Jogador         | Time              |
| ---- | --------------- | ----------------- |
| 1    | Bala            | Atlético Potiguar |
| 1    | Marlon          | Atlético Potiguar |
| 1    | Nêgo Pai        | Atlético Potiguar |
| 1    | Romário         | Atlético Potiguar |
| 1    | Cesinha         | Força e Luz       |
| 1    | Ignácio         | Força e Luz       |
| 1    | Nininho         | Força e Luz       |
| 1    | Odair           | Força e Luz       |
| 1    | Xilú            | Força e Luz       |
| 1    | Ciel            | Mossoró           |
| 1    | Hugo            | Mossoró           |
| 1    | Otacílio Marcos | Mossoró           |
| 1    | Romeu           | Mossoró           |
| 1    | Vinícius        | Mossoró           |

| Gols | Jogador      | Time          |
| ---- | ------------ | ------------- |
| 1    | Aleson       | Palmeira      |
| 1    | Dodo         | Palmeira      |
| 1    | Jonathas     | Palmeira      |
| 1    | Leozinho     | Palmeira      |
| 1    | Yago         | Palmeira      |
| 1    | Yan          | Palmeira      |
| 1    | Jefferson    | Visão Celeste |
| 1    | José Clebson | Visão Celeste |
| 1    | Júlio César  | Visão Celeste |